# Армія Вулкана
Армія Вулкана — невелика повстанська група, що брала участь у громадянській війні у Чаді і лівійсько-чадському конфлікті. Кількісно значно менша за інші повстанські угруповання, вона відігравала значну роль у цьому конфлікті завдяки особливо прихильному ставленню до неї лівійського лідера Муаммара Каддафі, лояльність якому вона незмінно зберігала до самого кінця війни.

## Історія
Організація була заснована в 1970 році арабським повстанцем Мохамедом Баглані, який в червні того року був вигнаний зі складу FROLINAT його генеральним секретарем Аббою Сіддіком. Нова організація базувалася у Лівії, за ідеологією тяжіла до ісламізму і складалася переважно з чадських арабів, які вороже ставилися до лідерства Сіддіка у FROLINAT. Протягом кількох років Армія Вулкана являла собою дуже незначну силу, але в 1975 почала укріплятися. Серед нових членів, що приєдналися до організації в 1976 році, був Ахмат Асіл, який, заручившись підтримкою з боку лівійської влади, в січні 1977 почав оспорювати лідерство Баглані. Коли 27 березня Баглані загинув в автокатастрофі у Бенгазі, Асіл, всебічно підтриманий лівійським президентом Муаммаром Каддафі, очолив Армію Вулкана, в подальшому ставши найбільш довіреним і лояльним прибічником лівійського лідера у Чаді і провідником усіх його планів.
Під керуванням Асіла організація зазнала бурхливого росту; її загони були активні переважно у чадських префектурах Більтин і Саламат, де Армія Вулкана координувала свої напади зі значно більшою фракцією Народних збройних сил (фр. Forces Armées Populaires, FAP), очолюваних Гукуні Уеддеєм. Будучі значно меншою за кількістю, ніж FAP Гукуні Уеддея і FAN (Збройні сили Півночі, Forces Armées du Nord) Хіссена Хабре, основних складових фракцій, на які розпався FROLINAT у жовтні 1976, Армія Вулкана відрізнялася високою боєздатністю і фанатизмом своїх бійців. В 1978 році її кількість досягла 400—500 осіб завдяки залученню до повстанського руху населення центральних районів Чаду, зокрема, основних бедуїнських племен регіону. Армію Вулкана часто звинувачували у трайбалізмі, зважаючи на її вкрай вороже ставлення до африканського населення Чаду взагалі, і особливо до народу тубу, представники якого домінували у FAN і FAP.
27 серпня 1978 року ця ворожнеча вилилася у відвертий конфлікт, коли загони Асіла, підбурені Каддафі, атакували позиції FAP у Фая-Ларжо, столиці північної префектури Борку-Еннеді-Тібесті; ця атака була порівняно легко відбита. Позаяк з початку цього року Армія Вулкана отримувала більшість лівійської допомоги чадським повстанцям, Гукуні зрозумів, що Каддафі шукає шляхів замінити його на посаді лідера повстанців більш лояльним Асілом. Гукуні відповів розривом стосунків з Лівією і почав шукати порозуміння із Францією.
Відносини між Асілом і Гукуні залишалися холодними протягом всього 1979 року, особливо після того, як Гукуні у лютому склав тимчасовий союз із Хіссеном Хабре під час битви за Нджамену, в результаті якої був повалений уряд вихідця з півдня Фелікса Маллума і влада у країні надовго перейшла до північної еліти.
Міжнародна спільнота і, зокрема, Нігерія, робила спроби запобігти поширенню хаосу у країні шляхом влаштування серії мирних конференції. Однак на першій такій конференції, влаштованій у березні у нігерійському місті Кано, дрібні фракції, в тому числі Армія Вулкана, не були присутні. В знак протесту вони створили Тимчасовий фронт спільних дій (Front des Actions Communes Provisionnelles, FACP), альтернативний уряд, підтриманий Лівією, який мав стати противагою створеному у Кано Перехідному уряду національної єдності (GUNT). Після того, як перши спроби врегулювання закінчилися невдачею, FACP було перейменовано на Демократичну революційну раду (Conseil Démocratique Révolutionnaire, CDR), яку очолив Асіл. Починаючи з цього моменту Армія Вулкана брала участь в подальшій боротьбі під назвою CDR. CDR увійшла до складу нового, розширеного GUNT, який був сформований 21 серпня у Лагосі; Ахмат Асіл отримав в цьому уряді посаду міністра іноземних справ.